# Busunglück von Prüm
Das Busunglück von Prüm ereignete sich am 11. Dezember 1984 auf dem Bahnübergang zwischen Prüm und Niederprüm. Dabei stieß ein Schulbus mit einer Diesellokomotive zusammen.

## Ausgangslage
Die Westeifelbahn zwischen Gerolstein und Prüm wurde am 27. September 1980 für den Personenverkehr stillgelegt und war nur noch für den Güterverkehr befahrbar.

## Unfallhergang
Am 11. Dezember 1984 gegen 13.15 Uhr kollidierte ein mit über 40 Kindern und Jugendlichen besetzter Schulbus mit seinem 61-jährigen Fahrer auf einem unbeschrankten Bahnübergang zwischen Prüm und Niederprüm mit einer Diesellokomotive. Der Fahrer wurde vermutlich von der Sonne geblendet und übersah das Lichtsignal am Bahnübergang. Zudem behinderte ein Erdhaufen neben den Gleisen die Sicht auf den herannahenden Zug. Der Aufprall war so heftig, dass der Schulbus um 180 Grad herumgeschleudert wurde. Die Lok riss den Schulbus bis zur dritten Sitzreihe auf und schleifte den vorderen Teil noch mehrere Meter mit. Der Bus fing Feuer. Der Busfahrer und ein 15-jähriger Schüler aus Lünebach starben noch an der Unfallstelle. Viele Kinder und Jugendliche im Alter von elf bis 18 Jahren wurden schwer, einige lebensgefährlich verletzt. Hubschrauber brachten die Verletzten in Kliniken nach Bonn, Köln, Trier, Homburg und Bitburg, elf von ihnen konnten im Prümer Krankenhaus behandelt werden. Drei weitere Kinder erlagen später ihren Verletzungen.